# Regionalwahl in Umbrien 1970
Die Regionalwahl in Umbrien 1970 fand am 7. und 8. Juni statt.

## Wahlergebnis
| Listen            | Listen                                          | Stimmen | %    | Mandate |
| ----------------- | ----------------------------------------------- | ------- | ---- | ------- |
|                   | Partito Comunista Italiano                      | 215.174 | 41,8 | 13      |
|                   | Democrazia Cristiana                            | 154.878 | 30,1 | 9       |
|                   | Partito Socialista Italiano                     | 48.833  | 9,5  | 3       |
|                   | Movimento Sociale Italiano                      | 27.838  | 5,4  | 2       |
|                   | Partito Socialista Italiano di Unità Proletaria | 23.663  | 4,6  | 1       |
|                   | Partito Socialista Unitario                     | 22.454  | 4,4  | 1       |
|                   | Partito Repubblicano Italiano                   | 12.182  | 2,4  | 1       |
|                   | Partito Liberale Italiano                       | 9.512   | 1,8  | –       |
| Gesamt            | Gesamt                                          | 514.534 | 100  | 30      |
|                   |                                                 |         |      |         |
| Ungültige Stimmen | Ungültige Stimmen                               | 20.485  | 3,8  |         |
| Wähler            | Wähler                                          | 535.019 | 94,0 |         |
| Wahlberechtigte   | Wahlberechtigte                                 | 568.989 |      |         |